# Irisbus Récréo
Il Récréo è un modello di autobus prodotto dalla industria ceca Karosa dal 1996 al 2007.
Il Recreo è un autobus interurbano di linea di fascia bassa progettato appositamente per il trasporto scolastico.
La prima versione del Récréo è denominata Karosa C 935E. È presente solo nella lunghezza di 11,35 metri ed è equipaggiata dal motore Renault RVI MIDR 06.20.45 con 256 cv di potenza.
La seconda versione del Récréo è una semplice rivisitazione piuttosto che un nuovo modello, è denominata Karosa C 955E ed ha un aspetto leggermente più moderno.
Con la fusione di Karosa e Renault V. I. in Irisbus insieme ad Iveco il Récréo è continuato ad essere prodotto con il nuovo marchio.
Con la presentazione della nuova gamma Irisbus il Récréo è stato rivisitato. Il motore Renault è stato sostituito con il nuovo Iveco Cursor ed è stata rivisitata l'estetica dando al modello un aspetto più moderno molto simile a quello dell'Irisbus Crosswaydel quale il nuovo Récréo appare una versione semplificata. Il nuovo Récréo era disponibile in due versioni: 12 metri (59 posti) e 12,72 metri (63 posti).
L'Irisbus Récréo è stato acquistato da molte ditte francesi come autobus per servizio scolastico. In Italia tale modello invece non ha avuto diffusione probabilmente anche perché gli autobus scolastici di grandi dimensioni sono poco richiesti.